# Anàstrofe
L'anàstrofe és un subtipus d'hipèrbaton on no solament apareixen els elements en un ordre diferent a l'usual sinó que es pot trencar la lògica de dins d'un sintagma, per exemple posant la preposició darrere el complement o invertint els complements per col·locar el complement directe al principi de l'oració. El terme s'empra menys en l'actualitat, on es prefereix el més genèric d'hipèrbaton. Apareix en la cultura popular, com en la parla característica de Yoda, de la Guerra de les Galàxies.